# Juan Miguel Mercado
Juan Miguel Mercado Martín, född 7 juli 1978 i Armilla, Granada, är en spansk professionell tävlingscyklist. Han blev professionell 1998. 
Mercado cyklade mellan 2006 för det franska Professionell Contintental-stallet Agritubel, som tävlar i Europa och på UCI ProTour-tävlingar, när de blir inbjudna. Han vann etapp 18 på Tour de France 2004, och vann etapp 10 på samma tävling 2006, detta efter en tidig utbrytning tillsammans med Cyril Dessel (Ag2r Prévoyance). Juan Miguel Mercado bar den rödprickiga bergsmästartröjan medan ledaren i bergstävlingen, Cyril Dessel, bar den gula ledartröjan.
Mercado blev professionell 1998 med Vitalicio Seguros och tävlade med dem fram till 2000. Han har sedan tävlat i iBanesto.com (2001–2003), QuickStep-Innergetic (2004–2005) och Agritubel (2006–2007). Under sin karriär tog han 14 segrar.

## Stall
- Vitalico Seguros-Grupo Generali 1998–2000
- iBanesto.com 2001–2003
- QuickStep-Innergetic 2004–2005
- Agritubel 2006–2007